# Российско-польская группа по сложным вопросам
Российско-польская группа по сложным вопросам (пол. Polsko-Rosyjska Grupa do Spraw Trudnych) — созданная по решению руководства России и Польши команда политологов, занимающаяся самыми серьёзными и сложными вопросами международных отношений России и Польши, вытекающих из исторических событий. Правительства Польши и Российской Федерации расценивали группу как своих личных консультантов.
Сопредседателем группы с российской стороны были ректор МГИМО, академик Анатолий Васильевич Торкунов, с польский — специальный представитель премьер-министра Польши, в прошлом министр иностранных дел Польши, профессор Адам Даниэль Ротфельд. Ответственным секретарём группы был советник ректора МГИМО Артём Владимирович Мальгин. В связи с резким ухудшением польско-российских отношений группа прекратила свое существование.

## История
Образование группы датируется 2002 годом после визита Президента РФ Владимира Путина, после которого последовало размораживание отношений России и Польши. Группа занялась обсуждением крупных проблем в польско-российских отношений, о которых мало сообщалось в СССР и РФ, но при этом они являлись очень болезненными для Польши и осложняли двусторонние отношения, вследствие чего не попадали напрямую в компетенцию МИД. С 2002 по 2008 годы из-за сложных отношений группа фактически не существовала, проведя только одно заседание в Москве в ноябре 2002 года. 21 января 2008 деятельность группы была возобновлена.
В группе состоят учёные-практики, которые стремятся рассмотреть вопросы и разрешить проблемы без какой-либо политизации. Официальные лица двух стран называют группу своими непосредственными консультантами по польско-российским отношениям и оценивают её существование как весомое достижение в развитии международных отношений РФ и Польши. Группа занимается рассмотрением документов времён СССР, особенно связанных с польско-советскими отношениями до 1945 года. В этот список входит сборник «Związek Radziecki a polskie polityczno-wojskowe podziemie» (с пол. — «Советский Союз и польское военно-политическое подполье»). Группой опубликованы две книги: «Кризис 1939 года» (пол. Kryzys 1939) и «Белые пятна — чёрные пятна» (пол. Białe plamy - Czarne plamy).
В 2025 группа прекратила свое существование.

## Состав группы (c 2012 года)

### Представители Польши
- Адам Даниэль Ротфельд — сопредседатель
- Ежи Бар
- Славомир Денбский
- Адам Эберхардт
- Дариуш Габрель
- Анджей Граевский
- Лешек Есень
- Лукаш Кулеса
- Анджей Кунерт
- Влодзимеж Марциняк
- Войцех Матерский
- Ежи Помяновский
- Катажина Равска-Гурецка
- Владислав Стенпняк
- Анджей Товпик

### Представители Российской Федерации
- Анатолий Торкунов — сопредседатель
- Андрей Артизов
- Инесса Яжборовская
- Андрей Юрасов
- Александр Кузнецов
- Наталья Лебедева
- Артём Мальгин
- Михаил Наринский
- Владимир Барановский
- Святослав Бэлза
- Леонид Вардомский
- Геннадий Матвеев
- Альбина Носкова
- Ефим Пивовар
- Владимир Седых
- Пётр Стегний
- Андрей Загорский
- Игорь Жуковский